# Кальтиньяга
Кальтиньяга (итал. Caltignaga) — коммуна в Италии, располагается в регионе Пьемонт, в провинции Новара.
Население составляет 2474 человека (2008), плотность населения составляет 107 чел./км². Занимает площадь 22 км². Почтовый индекс — 28010. Телефонный код — 0321.
Покровителем коммуны почитается святой Бово Вогерский, празднование 26 мая.

## Демография
Динамика населения:

## Администрация коммуны
- Официальный сайт: http://www.comune.caltignaga.no.it/